# Rostbukig eremit
Rostbukig eremit (Phaethornis syrmatophorus) är en fågel i familjen kolibrier. Den förekommer i bergsskogar i sydamerikanska Anderna från Colombia till Peru. Beståndet anses vara livskraftigt.

## Utseende och läte
Rostbukig eremit är en stor kolibri med lång och nedåtböjd näbb samt lång stjmärt. Den är varmt beigefärgad på buk och övergump. På huvudet syns ett tydligt ljusa ögonbryns- och mustaschstreck. Liksom hos många andra eremiter är de centrala stjärtpennorna förlängda och vitspetsade. Lätet är ett genomträngande "tseet!".

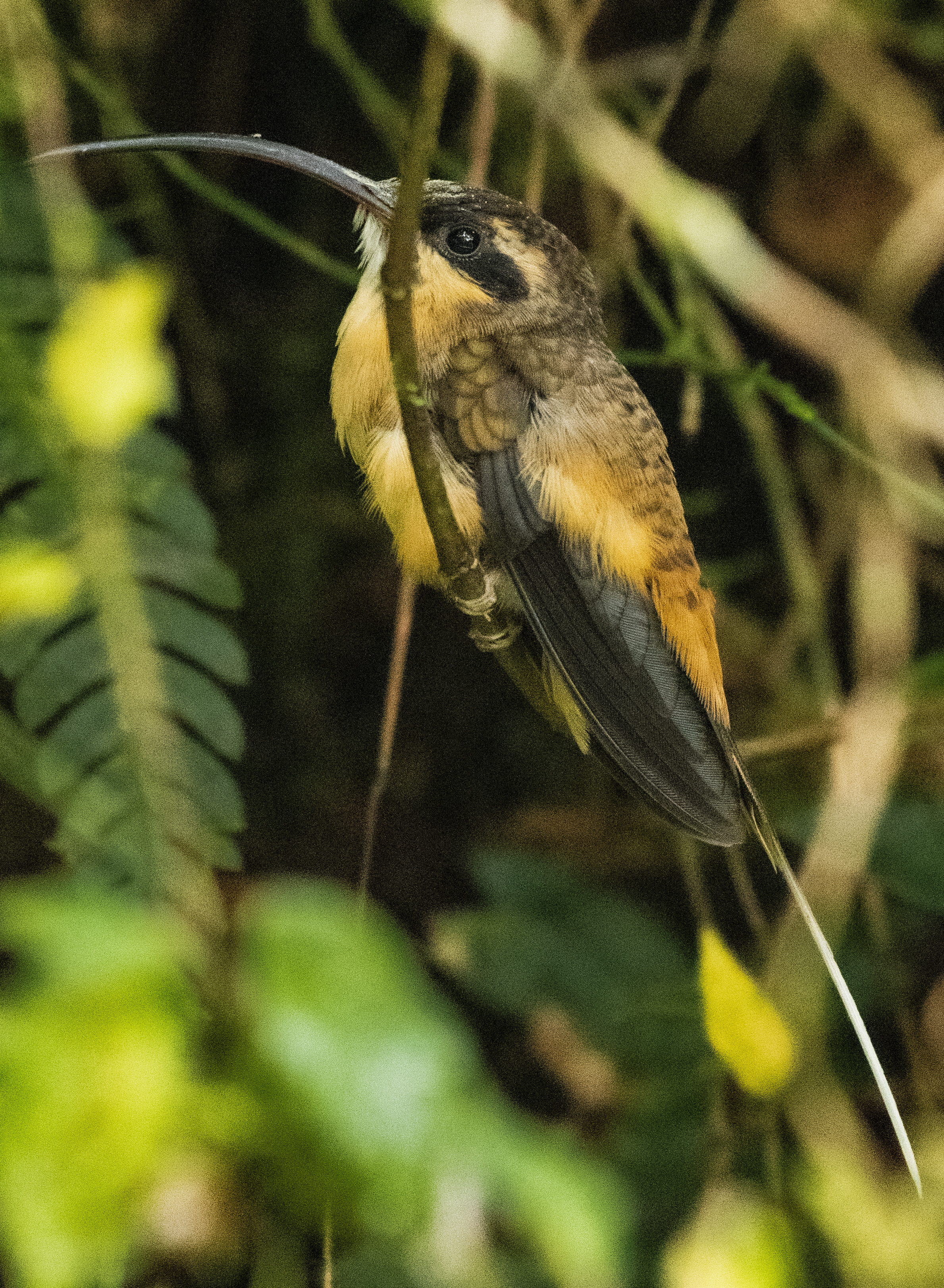

## Utbredning och systematik
Rostbukig eremit förekommer i Anderna från Colombia till norra Peru. Den delas in i två underarter med följande utbredning:
- Phaethornis syrmatophorus syrmatophorus – förekommer i västra Anderna från Colombia till sydvästra Ecuador
- Phaethornis syrmatophorus columbianus – förekommer i östra Anderna från Colombia till norra Peru

## Levnadssätt
Rostbukig eremit hittas i subtropiska bergsskogar på mellan 1500 och 2300 meters höjd, högre upp än andra eremiter. Där påträffas den i undervegetationen, vanligen snabbt förbiflygande eller intill blommor varifrån den tar nektar, framför allt Heliconia. Den besöker kolibrimatningar endast sällan.

## Status och hot
Arten har ett stort utbredningsområde, men tros minska i antal, dock inte tillräckligt kraftigt för att den ska betraktas som hotad. Internationella naturvårdsunionen IUCN listar arten som livskraftig (LC).